# Scoey Mitchell
Pour les personnes ayant le même patronyme, voir Mitchell.
Roscoe Mitchell Jr. dit Scoey Mitchell est un acteur américain né le 12 mars 1930 à Newburgh, New York (États-Unis) et mort le 19 mars 2022 à Torrance en Californie.

## Filmographie

### comme acteur
- 1974 : L'Homme qui valait trois milliards (série) : 1 épisode : Little Orphan Airplane (1974) ... Major Chooka
- 1977-1978 : Baretta (série télévisée) 2 épisodes : - The Bundle (1978) ... Aterna /// Playin' Police (1977) ... Mike
- 1978 : Taxi :(série télévisé) : 1 épisode : - Memories of Cab 804: Part 1 (1978) ... Robber